# Silogismo hipotético
Em lógica, um silogismo hipotético tem dois usos. Em lógica proposicional o silogismo hipotético expressa uma regra de inferência, enquanto na história da lógica, o silogismo hipotético é uma ajuda para a teoria da consequência.

## Lógica proposicional
Silogismo hipotético é uma demonstração de regras na lógica clássica que pode ou não ser avaliada em uma lógica não-clássica.
O silogismo hipotético é um argumento válido da seguinte forma:
Premissa: P → Q
Premissa: Q → R
Conclusão: P → R
Simbolicamente, esta inferência é expressa por:
{\displaystyle P\to Q,Q\to R\vdash P\to R}
Em outras palavras, se o primeiro implica o outro e o outro implica o terceiro, então o primeiro implica o terceiro, de acordo com a propriedade da transitividade da implicação.
Por exemplo:
Se eu não despertar, então não posso ir ao trabalho.
Se eu não puder ir ao trabalho, então eu não vou receber o salário.
Portanto, se eu não despertar, então eu não vou receber o salário.

## Premissas contrafactuais do silogismo hipotético
O silogismo hipotético tem a vantagem de suas premissas serem contrafactuais, ou seja, as premissas podem ser sempre verdadeiras se suas proposições são falsas, de acordo com o significado da implicação.
Por exemplo:
Se os gatos são amigos dos ratos, então a lua é feita de queijo.
Se a lua é feita de queijo, então os cães são amigos dos gatos.
Portanto, se os gatos são amigos dos ratos, então os cães são amigos dos gatos.
Note que os fatos das premissas são falsos ("lua é feita de queijo", "os gatos são amigos dos ratos", "cães são amigos dos gatos") mas as premissa são verdadeiras e a declaração, como um todo, é verdadeira.